# Futsal
Futsal je kratica portugalskih futebol de salão, odnosno španjolskih riječi fútbol sala, fútbol de salón, koje znače dvoranski nogomet. Igra se na tvrdom terenu manjem od nogometnog. "Futsal" je i u Hrvatskoj službeni naziv za dvoranski nogomet koji se igra po pravilima FIFA-e. Rjeđe se koristi i izraz dvoranski nogomet.
Ne valja ga miješati s malim nogometom, koji se u Hrvatskoj igra po turnirima uglavnom s 5 igrača i vratarom, dok dvoranski nogomet igraju 4 igrača i vratar, a FIFA propisuje igru isključivo manjom i težom loptom br. 4. Za razliku od futsala, mali nogomet je rekreativnog karaktera.

## Pravila
Futsal je umanjena verzija velikog nogometa. Igraju ga dvije momčadi od kojih svaka broji po četiri igrača i vratara. Tu se i nalazi najveća razlika između futsala i tzv. malog nogometa koji se u Hrvatskoj po turnirima uglavnom igra s pet igrača i vratarem.
Pravila su pojednostavljena, ne postoji zaleđe, a lopta je tvrđa, manja i slabije odskače od površine. Igra se dva poluvremena po 20 minuta. Čak i vratari imaju posebne rukavice "bez prstiju" da bi imali više osjećaja pri bacanju brze lopte prilikom kontranapada. Svaku utakmicu nadziru dva suca, a koji igrače mogu kazniti žutim i crvenim kartonom. Igrači smiju igrati svim dijelovima tijela osim rukom.
Teren mora biti gladak i ravan. Mora se sastojati od neabrazivnih površina, preporučljivo od drva ili umjetnih materijala.
Za međunarodne utakmice, teren mora biti širok između 20 i 25 metara, a dugačak između 38 i 42 metra. Za utakmice koje nisu međunarodne, širina terena mora biti između 16 i 25 metara, a dužina između 25 i 42 metra.
Vrata su široka tri, a visoka dva metra (unutarnje mjere). Stupovi i grede vrata moraju biti široki i duboki osam centimetara.
Opseg lopte mora biti između 62 i 64 cm, masa između 400 i 440 g, te pritiska između 600-900 g/cm2 na razini mora.
U utakmicama moguće je izvršiti neograničeni broj zamjena. Na službenim natjecanjima moguće je imati najviše devet zamjenskih igrača, a u neslužbenim utakmicama najviše deset.
U igri vrijedi pravilo akumuliranih prekrašaja. Nakon što neka momčad počini pet akumuliranih prekršaja, za šesti i svaki naknadni akumulirani prekršaj dosuđuje se izravni slobodni udarac. Ako se prekršaj počini unutar kaznenog prostora, dosuđuje se kazneni udarac. U slučaju da se slobodni udarac dogodio između poprečne crte momčadi koja se brani i zamišljene crte izvan kaznenog prostora udaljene 10 metara od poprečne, igrač može birati želi li slobodni udarac izvoditi s oznake 10 m ili s mjesta gdje se dogodio prekršaj. Momčad koja se brani ne smije stvoriti živi zid kako bi branili slobodni udarac zbog šestog akumuliranog prekršaja.
Novost je da krovna organizacija HNS odnosno Komisija za mali nogomet pokušava objediniti sva natjecanja (ligaška i turnirska) te ih staviti u ista Pravila nogometne igre i Propozicije natjecanja.

## Popularnost
Futsal treba razlikovati od ostalih vrsta dvoranskog nogometa poput mininogometa, arena soccera ili cageballa. Termin futsal kao službeni termin priznali su autoriteti poput FIFA-e i HNS-a.    
U svijetu se futsalom bavi oko 30 milijuna ljudi. U Italiji se primjerice ovim sportom bavi oko 4 milijuna ljudi usporedno s 1 milijunom koji igra veliki nogomet. Omjer kod nas je sličan, ali je za razliku od Italije, medijska eksponiranost futsala u Hrvatskoj bila neznatna. No, posljednjih godina to se znatno promijenilo, i sve je više poklonika ove igre.
Zanimljivo je da su većina, pa gotovo sve brazilske zvijezde, svoje prve korake učinili upravo u futsalu.

## Vanjske poveznice
|  | Zajednički poslužitelj ima još gradiva o temi Futsal |

- Pravila futsala na stranicama HNS-a (na snazi od 1. lipnja 2020.)
- Pravila futsala na FIFA-inim stranicama (na snazi od 1. srpnja 2020.)